# Oberrotweil
Oberrotweil (lokal auch kurz Rotweil) ist ein Ortsteil der Stadt Vogtsburg im Kaiserstuhl in Südbaden. Die Ortschaft hat etwa 1600 Einwohner und ist hauptsächlich als Weindorf bekannt. Bis 1975 war Oberrotweil eine selbstständige Gemeinde, seither ist es eine von sieben Ortschaften der Stadt Vogtsburg. Oberrotweil ist der größte und zentral liegende Ortsteil und beherbergt die Stadtverwaltung.
Die Ortschaft Oberrotweil besteht aus zwei Ortsteilen: Der östliche, größere und höher gelegene Teil ist Oberrotweil, der andere Teil Niederrotweil. Die Unterscheidung wird von der lokalen Bevölkerung aber nur gemacht, wenn sie notwendig ist.

## Geschichte
Die Gemarkung von Oberrotweil, die in einem fruchtbaren Tal (Krottenbachtal) liegt und sich bis in die Rheinebene zieht, war schon in vorgeschichtlicherer Zeit besiedelt – in der Jungsteinzeit, Bronzezeit und in der Eisenzeit.
In Niederrotweil gab es eine römische Siedlung – auf den Äckern des sogenannten Ziegelfelds fand man Reste römischer Zivilisation.
Die alemannische Besiedlung des Krottenbachtals hat vermutlich erst im 7. Jahrhundert begonnen. 1930 fand man in Niederrotweil ein alemannisches Steinkistengrab und am unteren Ortseingang von Oberrotweil konnte 1925 ein alemannisches Reihengräberfeld ausgegraben werden. Man fand nur wenige Beigaben, was darauf schließen lässt, dass die Toten arm und/oder schon christianisiert waren.

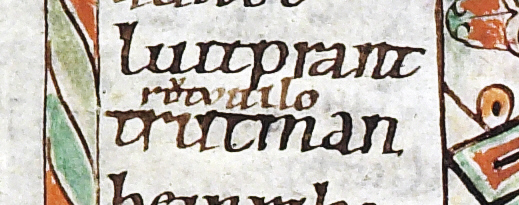
Der Ortsname Rotweil (routvuilo) in einer Schreibung des 12. Jahrhunderts

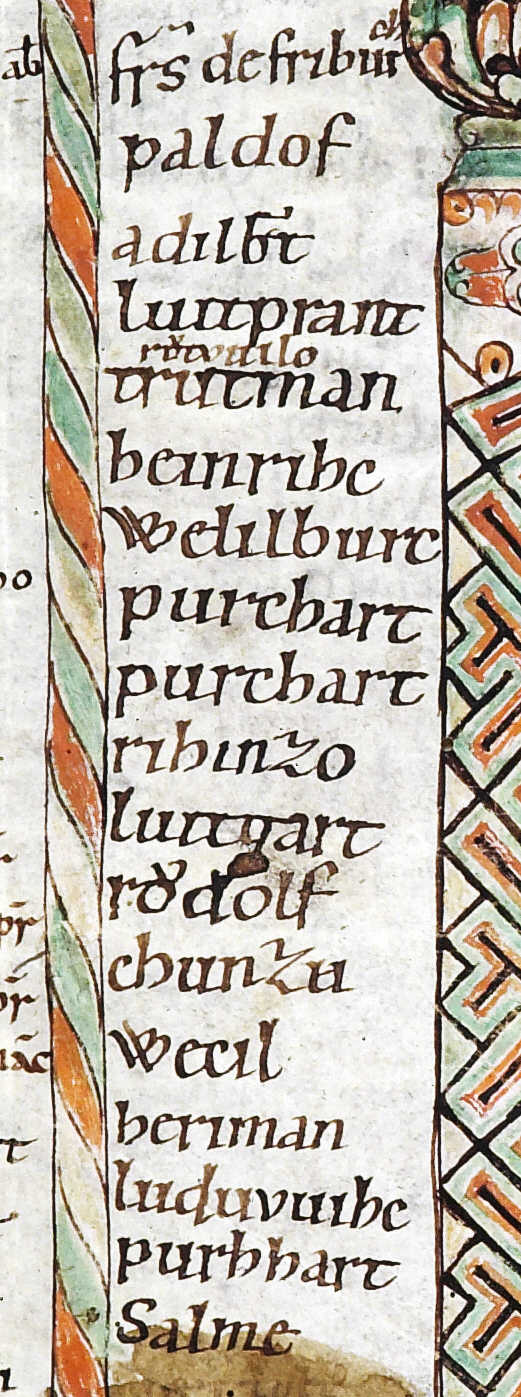
Oberrotweiler Wallfahrer in einer Sankt Galler Handschrift

Auf die Besiedlung durch Alemannen deutet auch der Ortsname Oberrotweil hin: Die Alamannen sind anfangs römischen Zivilisationsresten ausgewichen, obwohl sich diese meistens auf gutem Boden befanden. Erst in späterer Zeit ließen sie sich auch dort nieder. Sonnige Plätze wurden Wila (nach dem lateinischen villa rustica) genannt. Der Name Rotweil deutet weiter darauf hin, dass etwas mit roter Farbe aufgefallen ist – etwa rote (eisenreiche) Erde oder rote Ziegelreste. Die älteste bekannte Urkunde mit dem Namen Rótuuila stammt aus dem Jahre 972.
Die Kirche von Niederrotweil ist im Kern frühromanisch und um 1157 zum ersten Mal urkundlich erwähnt worden. Sie wurde später in gotischem Stil umgestaltet.
Oberrotweil stand über Jahrhunderte unter der Zehntherrschaft des Klosters St. Blasien. 1680 hat Johann Jakob von Dischinger (der Bürgermeister von Breisach) den sogenannten Zehnthof gekauft. Zu seinen Nachkommen und späteren Zehntherren zählt die heute noch ansässige Familie von Gleichenstein. Aufgrund des Weinanbaus war Oberrotweil für Grundherren fast aus dem kompletten alemannischen Raum interessant. Grundherren aus folgenden Ortschaften haben in der Geschichte kürzer oder länger Leistungen aus Oberrotweil bezogen:
- Aus dem Elsass: Ottmarsheim, Andlau
- Aus der Ortenau: Schüttersheim
- Aus dem Breisgau: Waldkirch, Tennenbach, St. Peter, St. Ulrich, Adelhausen, St. Blasien
- Aus der Schweiz: Muren, Einsiedeln
- Vom Bodensee: Reichenau, Konstanz

In St. Gallen sind außerdem im Verbrüderungsbuch zweimal Wallfahrer aus Oberrotweil (Routvuilo, Routwil) verzeichnet (Anfang des 12. Jahrhunderts); es ist denkbar, dass diese eine Sachleistung dafür aufbringen mussten, um in das Buch aufgenommen zu werden – üblich waren Abtretungen von Grundstücken.
Oberrotweil gehörte seit 1330 als Teil der Herrschaft Burkheim zum Haus Habsburg, war also vorderösterreichisch. 1806 kam Oberrotweil zum Großherzogtum Baden.
Oberrotweil wurde nicht reformiert. Nach dem Dreißigjährigen Krieg zogen Katholiken aus anderen alemannischen Gebieten zu, obwohl der kriegsbedingte Bevölkerungsrückgang in Oberrotweil nicht so ausgeprägt war wie in anderen Gemeinden.
1906 wurde der Name Rothweil, der sich ab dem 19. Jahrhundert im Amtsverkehr durchgesetzt hatte, von der großherzoglichen Bürokratie in Oberrotweil umgewandelt. Einheimische sprechen im lokalen niederalemannischen Dialekt aber auch heute noch von Rootwiil.
Am 1. Januar 1973 wurde Oberbergen eingegliedert. Am 1. Januar 1975 kamen Achkarren, Bickensohl, Bischoffingen, Burkheim und Schelingen zur Stadt, deren Name am 15. April 1977 in Vogtsburg im Kaiserstuhl geändert wurde.

## Dorf und Landschaft

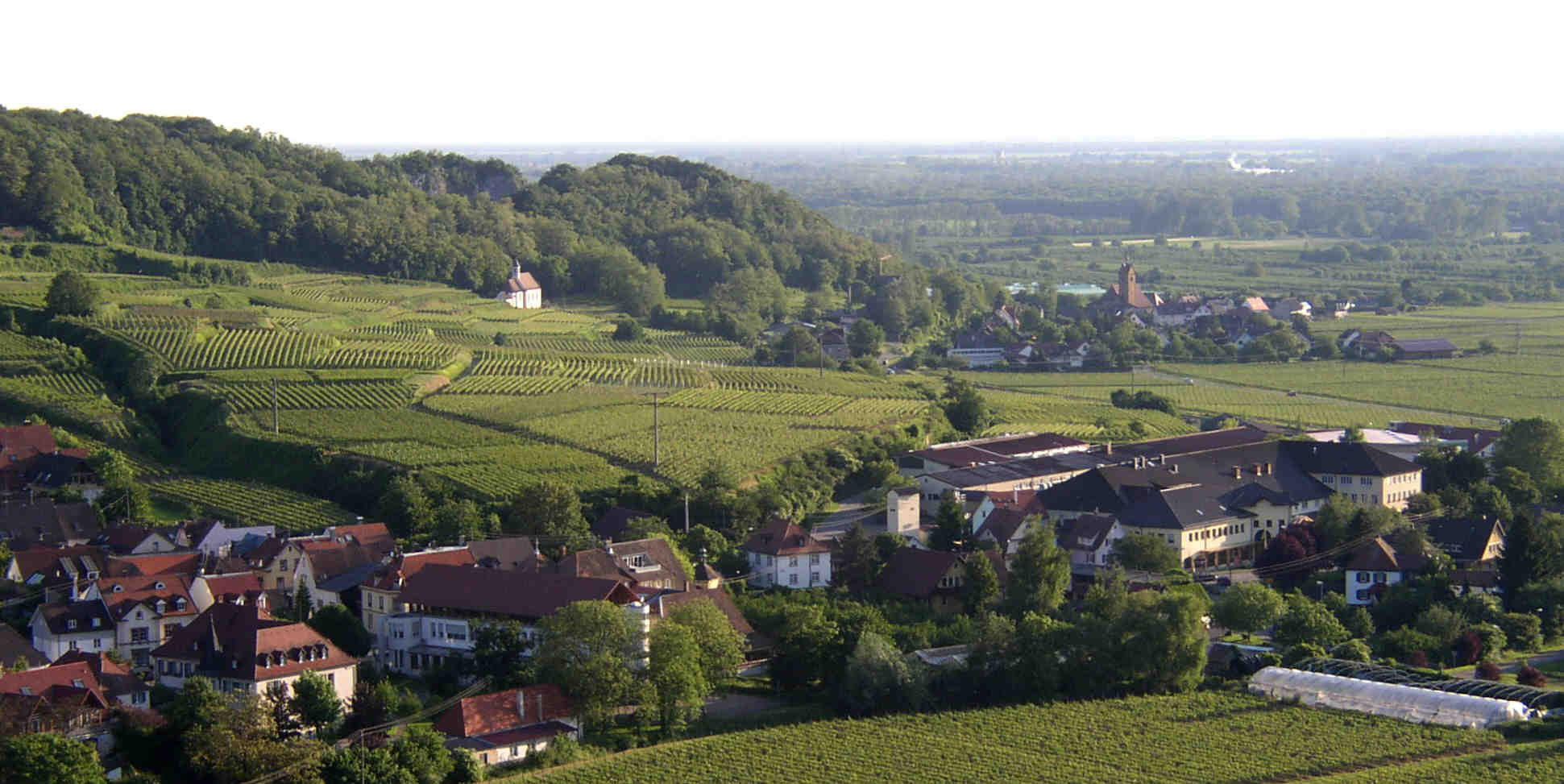
Das „Unterdorf“ von Oberrotweil, im Hintergrund Niederrotweil

### Siedlung im Tal
Der Ort Oberrotweil ist in der Sohle des Krottenbachtals gelegen. Das Tal des Krottenbachs öffnet sich nach Westen gegen den Rhein (5 km entfernt) und das Elsass. Da das Dorf in das Tal eingezwängt ist, ist es lang und schmal. Der Ausgang des Tals verbreitert sich deltaartig nach Südwesten; dort liegt Niederrotweil am Rand einer Schwelle, die etwa 20 Meter über der Rheinebene erhöht ist. In den letzten Jahrzehnten gab es Neubaugebiete mit den Bezeichnungen Firobe (= Feierabend, nordwestlicher Ortsausgang), Mitteltal und in Niederrotweil das Ziegelfeld und Unter-dem-Holz.
In früheren Zeiten waren Talsohle und andere niedrige Lagen mit Obstbäumen bepflanzt und am westlichen Ortseingang und in der vorgelagerten Rheinebene wurde sogar Gemüse gezüchtet. Aufgrund der höheren Rentabilität wurde ab den 1960er Jahren damit begonnen, auch Flächen im Tal mit Reben zu bepflanzen – vor allem in der Talmündung im Südwesten. Die mit Reben bepflanzte Fläche betrug zwischen 1880 und 1930 unverändert etwa 200 ha. Heute hingegen ist sie mit 400 ha doppelt so groß.
Zwischen Oberrotweil, Niederrotweil und den Nachbardörfern gibt es noch größere Flächen ohne jede Bebauung. Bislang ist der innere Kaiserstuhl von der überhandnehmenden Zersiedelung im Großraum Freiburg verschont geblieben. Die Bevölkerungszahl hat sich seit 1500 nur unwesentlich verändert. Industrie fehlt fast komplett; ein ehemaliger Steinbruch mit Produktionsanlagen zur Schottergewinnung wird seit Jahrzehnten zunehmend von der Natur zurückerobert. Fast alle Seitentäler sind unbesiedelt.
Der Grottenbach (hochdeutsch Krötenbach) ist teilweise kanalisiert, teilweise verläuft er noch oberirdisch (obere Bachstraße, Firobe und im außerhalb des Dorfs). Er wird vom Äschigbächli (aus Bickensohl) kommend und vom winzigen Ellebuechbächli gespeist und führt das ganze Jahr Wasser. Ursprünglich floss er durch Niederrotweil, doch um 1930 wurde er vom Bahnhof ab nach Westen umgeleitet.

### Berge und Reben

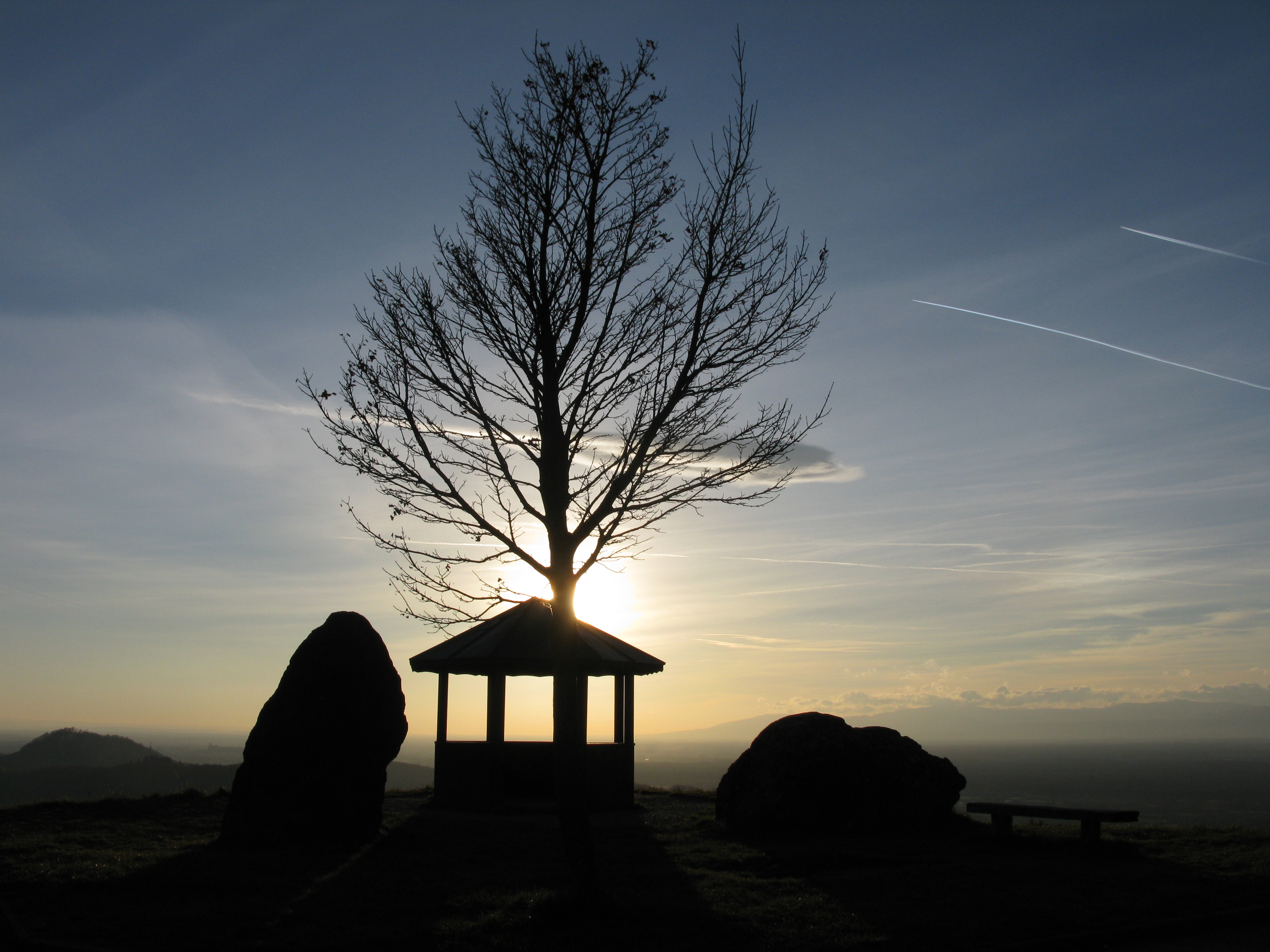
Blick vom Aussichtspunkt Mondhalde

Der Ort Oberrotweil ist im Norden und im Süden von Bergen begrenzt. Im Süden steigt die Landschaft sanfter an und im Norden ist der Anstieg recht steil. Der höchste Punkt ist der Totenkopf im Südosten – mit 557 Metern Höhe gleichzeitig der höchste Punkt des Kaiserstuhls. Hier grenzen die Gemarkungen von Oberrotweil, Ihringen, Oberbergen und Bickensohl aneinander. Im Nordwesten gibt es auf der Mondhalde (370 m) einen Aussichtspunkt, von dem aus man einen guten Überblick über die Vogesen und das Elsass sowie die Orte Jechtingen, Bischoffingen, Burkheim, Oberbergen, Oberrotweil, Breisach und den südlichen Schwarzwald hat. Bei klarem Wetter kann man im Süden den Schweizer Jura erkennen.
Die Bergkuppen sind fast alle von Mischwald gekrönt. Mindestens seit dem Mittelalter sind die Hänge speziell für den Weinbau terrassiert. Im Süden sind die ursprünglichen Terrassierungen erhalten geblieben, dort findet man auch alte Hohlwege mit den Bezeichnungen Roggenberggasse, Staffelgasse und Herrweg.

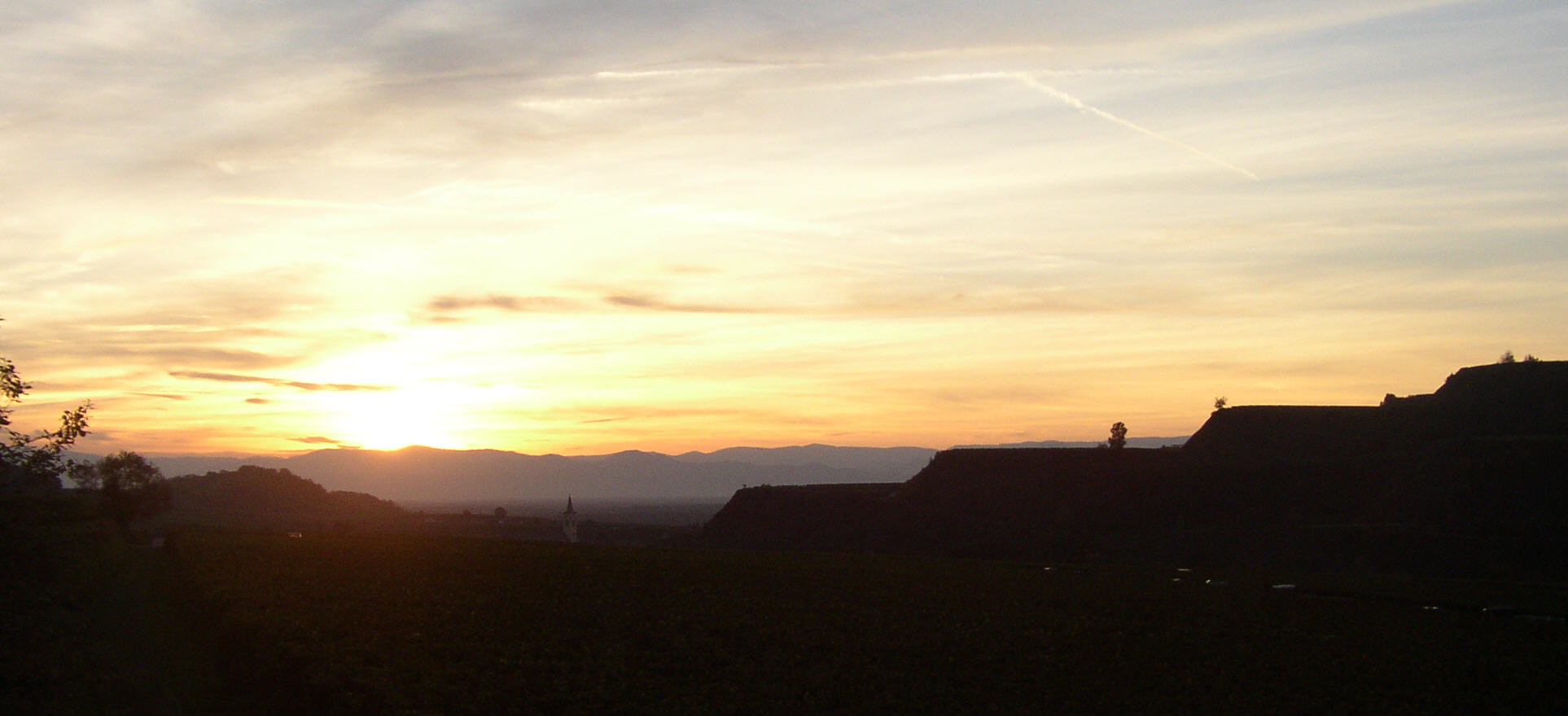
Großterrasse (rechts) am Badenberg

Flurbereinigung, im lokalen Sprachgebrauch „Umlegung“: Im Norden wurde in den 1970ern die größte Flurbereinigung des Kaiserstuhls vorgenommen. Die vorherige kleinräumige Terrassenlandschaft mit vielen kleinen Tälern und Hügeln wurde zu großen zusammenhängenden Terrassen mit großem maschinellem Einsatz umgestaltet. Diese Eingriffe am Badenberg und an der Mondhalde stieß damals nicht auf komplette Zustimmung:
- Einzelne Winzer, die sich eigentlich nicht an diesem Projekt beteiligen wollten aber in den betroffenen Gebieten Grundstücke besaßen, kamen in eine unter anderem auch gesetzlich gestützte Zwangslage: Sie konnten nur verkaufen oder mussten bei Nichtbeteiligung das Risiko schlechter Grundstücke eingehen, da sie damit auf Mitspracherecht verzichteten.
- Das entstandene neue Landschaftsbild wurde nicht überall positiv aufgenommen, sondern teilweise als „künstlich“ abgelehnt.
- Die neuen Rebgrundstücke sind durch die Neigung Richtung Hang zum Teil stärker frostgefährdet, da sich sogenannte Kälteseen, Ansammlungen aus kalter Luft, bilden können.
- Im Zuge der Beseitigung der kleinräumigen Struktur wurden diverse Biotope vernichtet.

Auf der anderen Seite:
- Für den Weinbau sind rationeller zu bearbeitende Flächen entstanden, die eher mit Maschineneinsatz bearbeitet werden können.
- Der Zugang zu den Grundstücken durch das neue und asphaltierte Wegesystem wurde stark erleichtert. Zuvor war die Arbeit an einzelnen steilen Lagen oder der Transport der Traubenbehälter bei der Weinlese auf den mittelalterlichen Wegen lebensgefährlich und sehr mühsam.
- Die Weinlese selbst wurde wegen des Wegfalls steiler Flächen stark erleichtert. Früher war der Abtransport aus den Rebzeilen mittels einer so genannten Bicke sehr mühsam und anstrengend. (Eine Bicke ist ein auf dem Rücken getragener, langer und rucksackartiger Behälter aus Holz oder später Kunststoff mit bei Füllung bis weit über 50 kg Gewicht.)
- Die gigantische Umgestaltung ist nach Meinung ihrer Befürworter der zentrale Grund dafür, dass es in Oberrotweil heute im Vergleich noch recht viel hauptberufliche Winzer gibt, die vollständig vom Weinbau leben können.

Durch die große und mehrere mittlere Flurbereinigungsmaßnahmen sind diverse Landschaftselemente wie Hohlgassen zerstört worden. Bestimmte frühere Gewanne und Lagen sind heute nicht mehr zu unterscheiden. Im Bereich des flurbereinigten Kunzebuck im Südosten sind große Steine aufgestellt worden, in die die alten Gewanne mit „offiziellen“ und alemannischen Namen eingemeißelt sind.

## Kultur

### Kirche

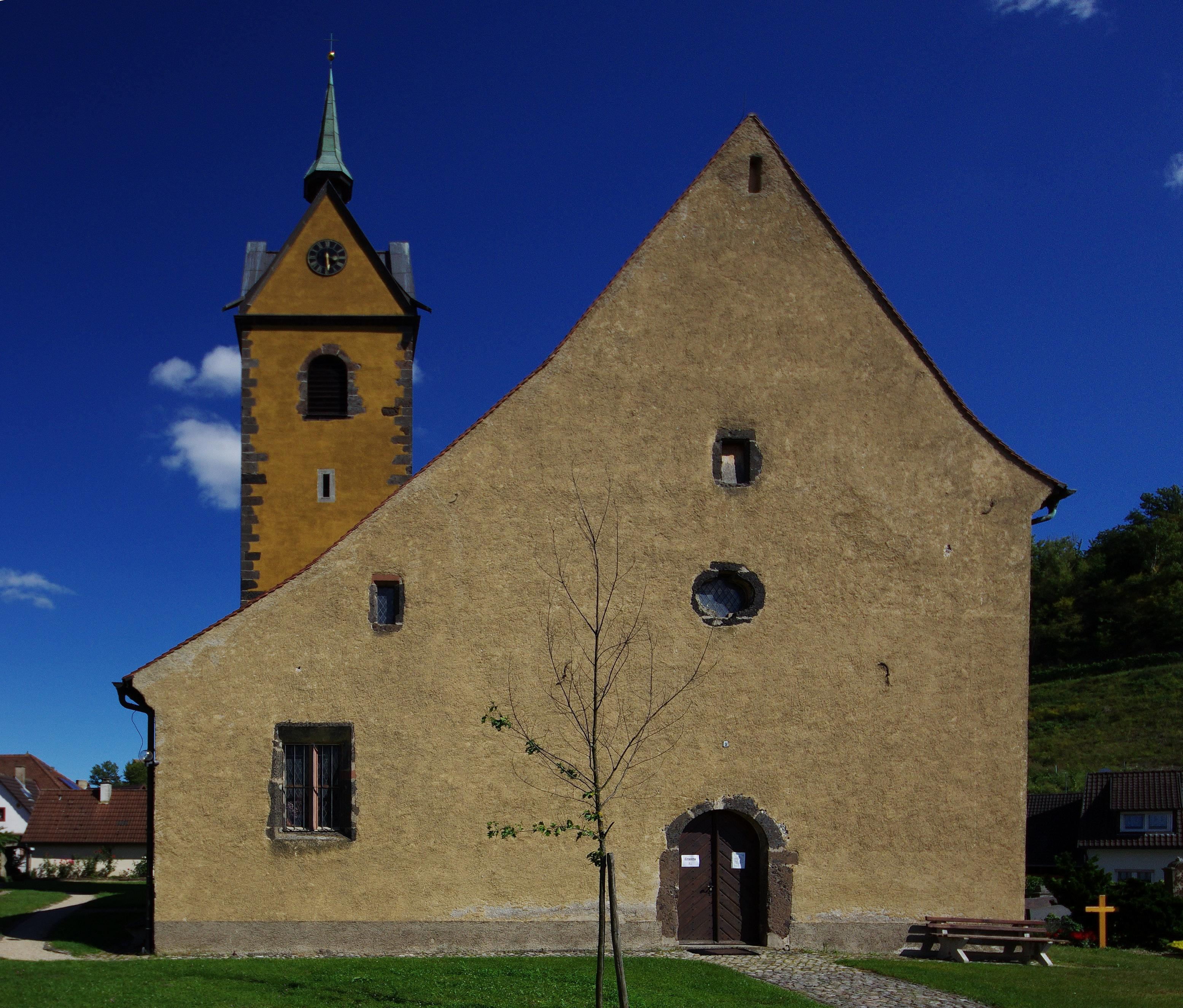
St. Michael, Niederrotweil

#### St. Michael
In der ältesten Kirche von Oberrotweil, der St. Michael im Ortsteil Niederrotweil, wurden im Chor Wandmalereien aus dem 14. Jahrhundert freigelegt. Der Altar stammt aus den 20er Jahren des 16. Jahrhunderts vom Meister HL, der auch den Altar im Breisacher Stephansmünster angefertigt hat. Dieses Meisterstück oberrheinischer Spätgotik wurde vom Zehntherrn, dem Kloster St. Blasien, in Auftrag gegeben. Der Schnitzaltar mit Schrein und zwei Flügeln hat im Zentrum Maria, die von Gott und von Jesus gerahmt wird. Durch diesen ganz besonderen Altar hat diese Kirche eine überregionale Bedeutung. Die Orgel aus dem Jahr 1759 ist die älteste bespielbare Orgel des Breisgaus und stammt von Orgelbauer Adrien Joseph Pottier.

#### St. Pantaleon

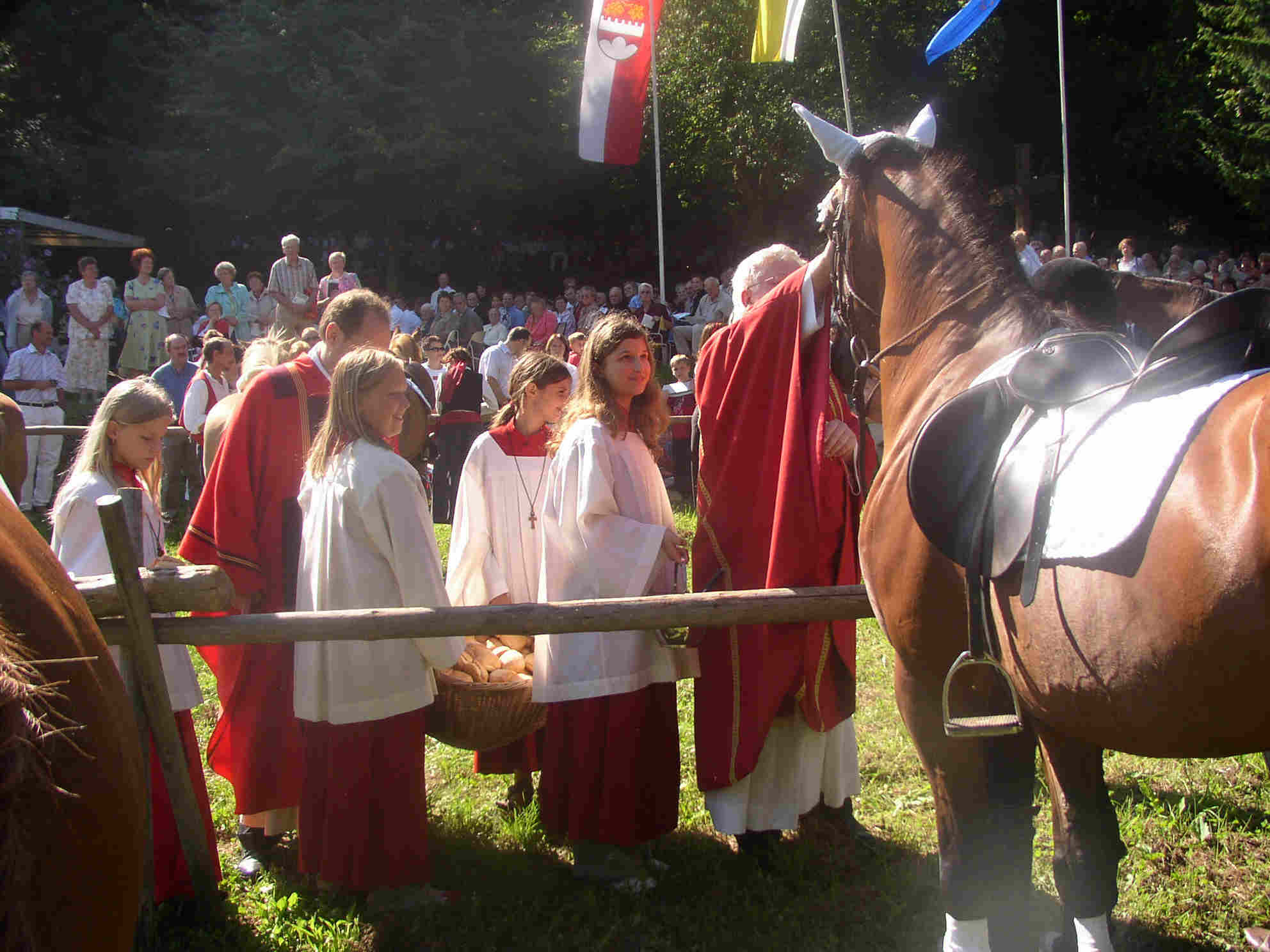
Pantaleonsfest: Pferdesegnung

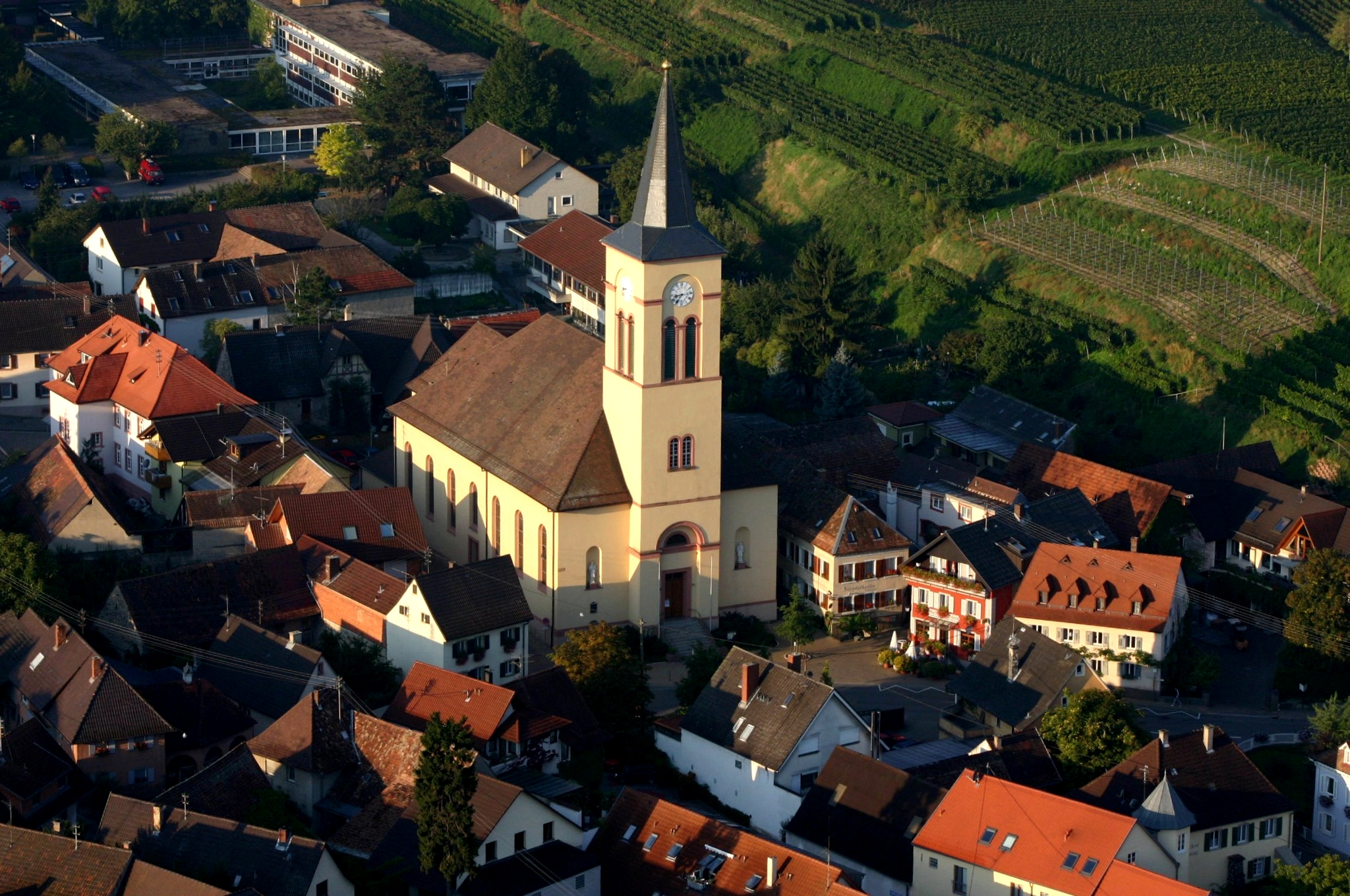
Ortszentrum Oberrotweil mit Pfarrkirche St. Johannes Baptist

Die kleine Pantaleons-Kirche – ebenfalls in Niederrotweil (Lage) – befindet sich am Talrand direkt an die Reben angrenzend und ist Ziel einer speziellen Wallfahrt, die jährlich am Sonntag nach dem Gedenktag des heiligen Pantaleon (Πανταλείμον) stattfindet. Diese Kirche wurde 1741 fertiggestellt. Die zugehörige Wallfahrt ist allerdings schon älter.
Die Pantaleons-Wallfahrt hatte früher eine große Bedeutung, da es sich dabei um einen der 14 Nothelfer handelt. In früheren Zeiten sind daher Pilger aus dem Elsass und aus entfernteren Ecken des Breisgaus angereist. Angeblich sind nach verschiedenen Bezeugungen vergangener Jahrhunderte (Votivtafeln) auf die „Fürbitte des Hl. Pantaleon“ hin Kranke geheilt worden. Bis heute reicht der Brauch, bei dieser Gelegenheit Pferde zu segnen. Da heute keine Pferde mehr in der Landwirtschaft eingesetzt werden, kommen heute praktisch nur Reitpferde in den Genuss eines Segens.

#### St. Johannes Baptist
Bei der Pfarrkirche in Oberrotweil handelt es sich um die große St.-Johannis-Kirche im oberen Ortsteil. Sie wurde von 1835 bis 1838 nach Plänen des Weinbrenner-Schülers Hans Voss und Vorentwürfen von Heinrich Hübsch erbaut. Ihre Ausmalung im Weinbrenner-Stil findet überregionale Beachtung. Zudem befindet sich in der Kirche eine kostbare und weitestgehend original erhaltene Merklin-Orgel aus dem Jahr 1839.

### Vereinsleben
In Oberrotweil existiert ein reichhaltiges Vereinsleben. Ein großer Prozentsatz der Bevölkerung ist in mindestens einem Verein organisiert. Die Vereine tragen viel zum kulturellen Leben bei – vor allem der Musik- und der Männergesangverein, der Kirchenchor und andere. Bei der Weihnachtsfeier der Vereinsgemeinschaft wird regelmäßig ein alemannisches Theaterstück aufgeführt – sogar bei der Feier des Sportvereins.
Die Vereine spielen auch eine entscheidende Rolle im gesellschaftlichen, wirtschaftlichen und politischen Leben. Von den Vereinen wurden in freiwilliger Arbeit zum Beispiel Projekte realisiert, für die die Gemeinde keine Finanzen erübrigen konnte. Außerdem organisieren die Vereine das alle zwei Jahre stattfindende Frühlingsweinfest, womit gleichzeitig der Weinabsatz gefördert wird.

### Der Oberrotweiler Dialekt

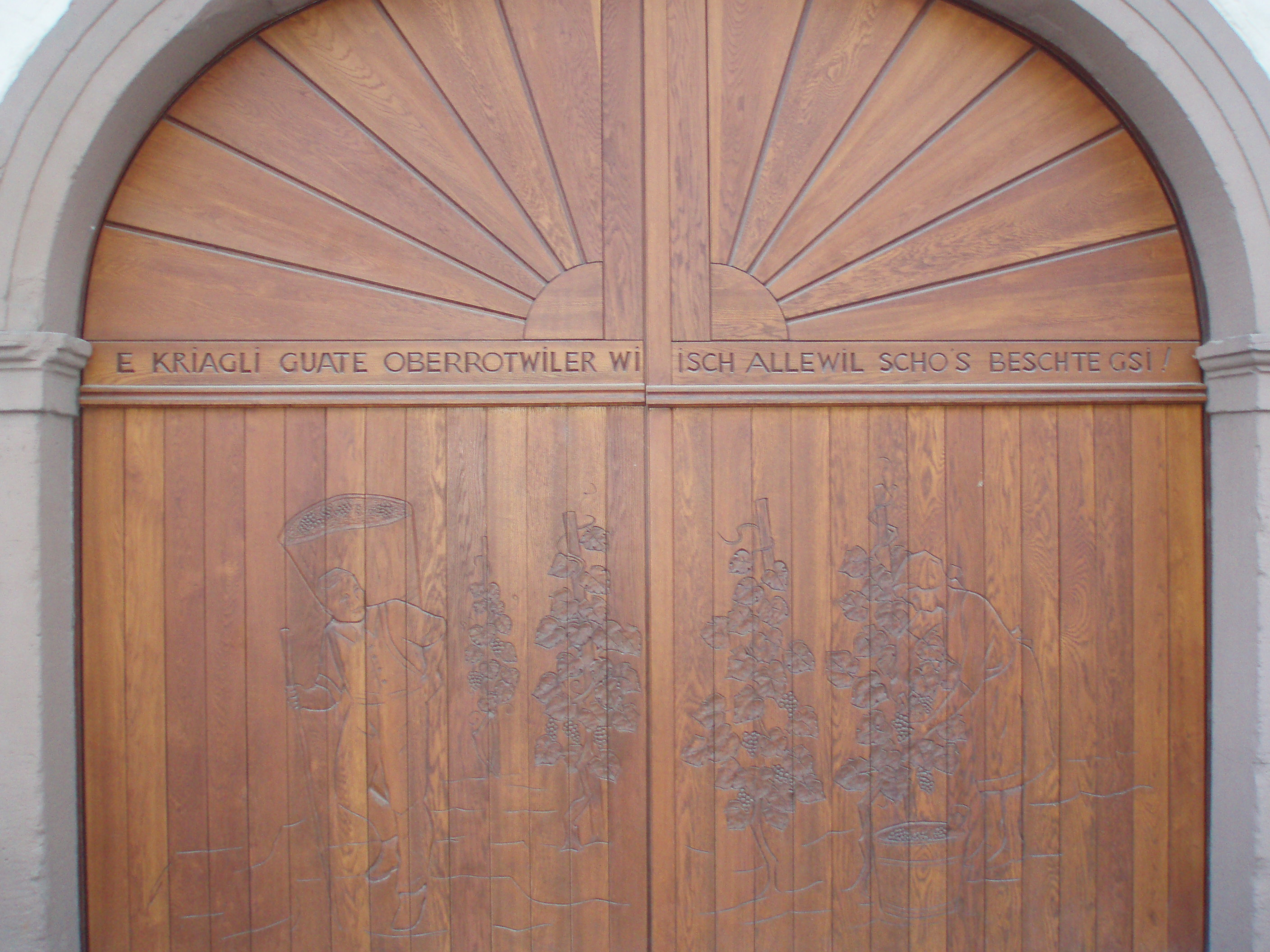
Eine alemannische Inschrift in Oberrotweil

Der lokale Dialekt weist alle gemeinsame Merkmale des Oberrheinalemannischen auf. Die Besonderheiten sind:
- Der Oberrotweiler Dialekt ist stark elsässisch beeinflusst. Von dort kommen die palatalisierten Formen Hüüs, Fraü, Boi. Das Oberrotweilerische geht und steht ist keine Verhochdeutschung, sondern stammt aus dem Elsass. Üblich ist im Breisgau ansonsten goht und stoht.
- Ein hochalemannisches Merkmal ist das -ch in Birchedal (= Birkental). Wie in anderen Breisgauer Ortschaften heißt es auch Kalch statt Kalk und Wärchdig statt Werktag.
- Die Substantiv-Endung -ig ist nur bei vier Wörtern in Gebrauch: Maria Ablesig (der Name einer Kapelle, an der früher die Sargträger auf dem Weg zum Friedhof in Niederrotweil abgelöst wurden); Noohaltig (Messe für Verstorbene), Holzsteigerig (Holzversteigerung) und Rächnig (Rechnung). Ansonsten wird -ung verwendet: Zitung (Zeitung).
- Als einziges Dorf im inneren Kaiserstuhl hat Oberrotweil -b- nach l und r und zwischen Vokal erhalten, weshalb man hier Räbe, färbe, dälbe (üsgrabe) und sogar gäbe (geben) anstatt wie in den Nachbardörfern Räwe, färwe, dälwe, gää. Das neuere gää hört man allerdings heute auch schon neben dem älteren gäbe.
- In Oberrotweil fallen auch verlängerte Personalpronomen auf: ihrini Miätere (ihre Mütter, Nominativ/Akkusativ), ihrene (Dativ Plural), ihrenem (Dativ Singular): Si het ihrini Räbe ihrenem Suhn gäbe (Sie hat ihre Reben ihrem Sohn gegeben).

Der Oberrotweiler Dialekt wird bei offiziellen Anlässen selten verwendet. Bei Vereinsveranstaltungen wird normalerweise hochdeutsch moderiert, selbst wenn mehr als 95 % des Publikums im Alltag alemannisch sprechen. Ausnahmen sind die Veranstaltungen des Heimat- und Geschichtsvereins Oberrotweil. Arno Landerer, seit 1992 bis zu seinem Tode im Jahr 2019 Ortsvorsteher von Oberrotweil war, sprach auch bei öffentlichen Auftritten und Anlässen grundsätzlich Oberrotweiler Dialekt.

## Persönlichkeiten
- Faustin Ens (1782–1858), hier geborener Gymnasiallehrer und Landvermesser, Gründer des Schlesischen Landesmuseums in Troppau
- Rolf Dammann (1929–2012), Musikwissenschaftler an der Universität Freiburg in Breisgau, lebte und starb in Oberrotweil

## Nachweise
1. ↑  Statistisches Bundesamt (Hrsg.): Historisches Gemeindeverzeichnis für die Bundesrepublik Deutschland. Namens-, Grenz- und Schlüsselnummernänderungen bei Gemeinden, Kreisen und Regierungsbezirken vom 27.5.1970 bis 31.12.1982. W. Kohlhammer, Stuttgart / Mainz 1983, ISBN 3-17-003263-1, S. 496, 509 und 510 (509 und 510 Statistische Bibliothek des Bundes und der Länder [PDF; 41,1 MB]).
2. ↑  Vogtsburg im Kaiserstuhl / Niederrotweil – St. Michael – Orgel Verzeichnis – Orgelarchiv Schmidt. Abgerufen am 19. November 2022 (deutsch).
3. ↑  Georg Dehio (Hrsg.): Handbuch der Deutschen Kunstdenkmäler. Baden-Württemberg II: Die Regierungsbezirke Freiburg und Tübingen. Deutscher Kunstverlag, München 1997, ISBN 3-422-03030-1, S. 504.
4. ↑  Vogtsburg im Kaiserstuhl / Oberrotweil – St. Johannes Baptist – Orgel Verzeichnis – Orgelarchiv Schmidt. Abgerufen am 19. November 2022 (deutsch).